# PlayStation 3-tilbehør
Sony har udviklet flere former for tilbehør til PlayStation 3-konsollen. dette inkludere kontrollere, lyd og video input enheder som mikrofoner og video kamera, og kabler for bedre lyd og billede kvalitet.

## Sixaxis
PlayStation 3 har fået en motion-sension controller ved navn SixAxis. Navnet kommer af, at man kan tilte controlleren i 6 forskellige retninger, og på den måde påvirke spillet, som fx i Lair, hvor du skal bevæge controlleren for at styre dragens bevægelser.
Der eksistere også en DualShock 3, den fungere ligesom Sixaxis controlleren, men har indbygget vibiration.
Spil som Metal Gear Solid 4, har allerede benyttet sig af funktionen.

## Playstation Move
PlayStation Move er en bevægelses-følsom spille kontroller til PlayStation 3 lavet af Sony. Den var tidligere kaldet "PlayStation Motion Controller". PlayStation Move bruger PlayStation Eye kameraet til at følge stavens position i 3 dimensioner, og indre følere i staven til at opfange dens rotation og bevægelse, hvis staven bevæges uden for kameraets synsvinkel, kan sensorerne i staven bruges til bestikregning af stavens position. Den blev først fremvist den 2 Juni 2009, PlayStation Move blev udgivet den 19 november 2010. Hardwaren er PlayStation Move´s "tryllestav", og en valgfri PlayStation Move bevægelses kontroller. Dens hoved konkurrenter vil være Microsofts Kinect og Nintendo Wii's bevægelses kontrollere.[kilde mangler]